# محمود عبدالقادر (بازیکن هندبال)
محمود عبدالقادر (انگلیسی: Mahmood Abdulqader؛ زادهٔ ۴ اکتبر ۱۹۸۳) بازیکن هندبال اهل بحرین است.